# Emancipation (Zvezdna vrata SG-1)
Emancipation je naslov epizode znanstveno-fantastične serije Zvezdna vrata, v kateri se ekipa SG-1 na planetu Simarka sestane s Shavadaiji, človeško raso, podobno Mongolom. Gre za spretne konjenike in neustrašne bojevnike, med katerimi še vedno velja pravilo, da je ženska drugorazredno bitje. Samantha se kmalu znajde v težavah, ko se sreča z njihovim vodjo Mughalom. Življenje ji je prihranjeno samo zato, ker je pred gotovo smrtjo rešila Mughalovega sina Abuja. Kmalu se mora soočiti z nevarnostjo, ko postane Abujeva ujetnica.